# Tomorrow Is Here
Tomorrow Is Here è un album di Willie Bobo, pubblicato dalla Blue Note Records nel 1977.
Il disco fu registrato nell'ottobre del 1976 e nel gennaio del 1977 all'"Ocean Way Recording Studios" di Hollywood in California (Stati Uniti).

## Tracce
Lato A
1. Suitcase Full Of Dreams. – 3:48 (Adamo, Goe)
2. Funk De Mambo. – 3:17 (Reggie Andrews, Curtis Robertson, Joe Blocker)
3. Keep On Walking. – 4:28 (Gino Vannelli)
4. Dreamin'. – 5:08 (Bernard Ighner)

Lato B
1. Wacky Tobacky (The Race). – 2:58 (Gardner, Farrow, Cosby)
2. Can't Stay Down Too Long. – 3:29 (Reggie Andrews)
3. Time After Time. – 3:16 (Sammy Cahn, Jule Styne)
4. Kojack-Theme. – 3:33 (Billy Goldenberg)
5. A Little Tear. – 4:53 (Ray Gilbert, Eumir Deodato)

## Musicisti
- Willie Bobo - percussioni, voce
- Gary Grant - tromba
- Ron King - tromba
- Nolan Smith - tromba
- George Bohanon - trombone
- Thurman Green - trombone
- Ray Pizzi - sassofono
- Ernie Watts - sassofono
- Gary Herbig - reeds
- Reggie Andrews - tastiere
- Larry Farrow - tastiere
- David Garfield - tastiere
- Dennis Budimir - chitarra
- John Cadrecha - chitarra
- Craig McMullen - chitarra
- Sidney Muldrow - chitarra
- Curtis Robertson, Jr. - chitarra
- Dean Cortez - basso
- Jim Hughart - basso
- David Troncoso - basso
- Gary Denton - batteria
- James Gadson - batteria
- Jeff Porcaro - batteria
- Carlos Vega - batteria
- Victor Pantoja - percussioni
- Sandi Erwin - voce
- Bernard Ighner - voce